# Mads Roerslev Rasmussen
Mads Roerslev Rasmussen (Copenaghen, 24 giugno 1999) è un calciatore danese, difensore del Brentford.

## Caratteristiche tecniche
È un terzino destro.

## Carriera

### Club
Cresciuto nel settore giovanile del Copenaghen, debutta in prima squadra il 1º marzo 2017 in occasione dell'incontro di DBUs Landspokalturnering vinto 3-0 contro il B.93; negli anni seguenti viene ceduto in prestito all'Halmstad ed al Vendsyssel, e nel 2019 passa a titolo definitivo al Brentford. Dopo 5 stagioni e mezzo condite da 94 presenze e 2 gol segnati passa in prestito al Wolfsburg.

### Nazionale
Ha giocato nelle nazionali giovanili danesi Under-17, Under-18, Under-19 ed Under-20.
Nel 2021 viene convocato dalla nazionale Under-21 per il campionato europeo di categoria.
Nel maggio del 2022 viene convocato per la prima volta in nazionale maggiore.
Torna a essere convocato nel marzo 2024, per poi esordire il 18 novembre del medesimo anno nel pareggio per 0-0 contro la Serbia.

## Statistiche
Statistiche aggiornate al 28 maggio 2023.

### Presenze e reti nei club
| Stagione        | Squadra         | Campionato      | Campionato | Campionato | Coppe nazionali | Coppe nazionali | Coppe nazionali | Coppe continentali | Coppe continentali | Coppe continentali | Altre coppe | Altre coppe | Altre coppe | Totale | Totale | Totale |
| Stagione        | Squadra         | Comp            | Pres       | Reti       | Comp            | Pres            | Reti            | Comp               | Pres               | Reti               | Comp        | Pres        | Reti        | Pres   | Reti   |        |
| --------------- | --------------- | --------------- | ---------- | ---------- | --------------- | --------------- | --------------- | ------------------ | ------------------ | ------------------ | ----------- | ----------- | ----------- | ------ | ------ | ------ |
| 2016-2017       | Copenaghen      | SL              | 3          | 0          | CD              | 1               | 0               |                    | -                  | -                  |             | -           | -           | 4      | 0      |        |
| 2017            | Halmstad        | A               | 1          | 0          | CS              | 0               | 0               |                    | -                  | -                  |             | -           | -           | 1      | 0      |        |
| 2017-2018       | Copenaghen      | SL              | 2          | 0          | CD              | 0               | 0               | UCL+UEL            | 0                  | 0                  |             | -           | -           | 2      | 0      |        |
| 2018-gen. 2019  | Copenaghen      | SL              | 0          | 0          | CD              | 0               | 0               | UEL                | 4                  | 0                  |             | -           | -           | 4      | 0      |        |
| gen.-giu. 2019  | Vendsyssel      | SL              | 4+1        | 0          | CD              | 1               | 0               |                    | -                  | -                  |             | -           | -           | 6      | 0      |        |
| 2019-2020       | Brentford       | FLC             | 12         | 0          | FACup+CdL       | 2+0             | 0               |                    | -                  | -                  |             | -           | -           | 14     | 0      |        |
| 2020-2021       | Brentford       | FLC             | 17+3       | 0          | FACup+CdL       | 2+0             | 0               |                    | -                  | -                  |             | -           | -           | 22     | 0      |        |
| 2021-2022       | Brentford       | PL              | 21         | 1          | FACup+CdL       | 2+3             | 0               |                    | -                  | -                  |             | -           | -           | 26     | 1      |        |
| 2022-2023       | Brentford       | PL              | 20         | 0          | FACup+CdL       | 1+2             | 0               |                    | -                  | -                  |             | -           | -           | 23     | 0      |        |
| Totale carriera | Totale carriera | Totale carriera | 84         | 1          |                 | 14              | 0               |                    | 4                  | 0                  |             | -           | -           | 102    | 1      |        |

### Cronologia presenze e reti in nazionale
| Cronologia completa delle presenze e delle reti in nazionale ― Danimarca | Cronologia completa delle presenze e delle reti in nazionale ― Danimarca | Cronologia completa delle presenze e delle reti in nazionale ― Danimarca | Cronologia completa delle presenze e delle reti in nazionale ― Danimarca | Cronologia completa delle presenze e delle reti in nazionale ― Danimarca | Cronologia completa delle presenze e delle reti in nazionale ― Danimarca | Cronologia completa delle presenze e delle reti in nazionale ― Danimarca | Cronologia completa delle presenze e delle reti in nazionale ― Danimarca |
| Data                                                                     | Città                                                                    | In casa                                                                  | Risultato                                                                | Ospiti                                                                   | Competizione                                                             | Reti                                                                     | Note                                                                     |
| ------------------------------------------------------------------------ | ------------------------------------------------------------------------ | ------------------------------------------------------------------------ | ------------------------------------------------------------------------ | ------------------------------------------------------------------------ | ------------------------------------------------------------------------ | ------------------------------------------------------------------------ | ------------------------------------------------------------------------ |
| 18-11-2024                                                               | Leskovac                                                                 | Serbia                                                                   | 0 – 0                                                                    | Danimarca                                                                | UEFA Nations League 2024-2025 - 1º turno                                 | -                                                                        |                                                                          |
| Totale                                                                   |                                                                          | Presenze                                                                 | 1                                                                        |                                                                          | Reti                                                                     | 0                                                                        |                                                                          |

## Palmarès

### Club

#### Competizioni nazionali
- Coppa di Danimarca: 1

Copenaghen: 2016-2017